# 海萊什泰尼鄉
47°12′N 26°53′E / 47.200°N 26.883°E
海萊什泰尼鄉（羅馬尼亞語：Comuna Heleșteni, Iași），是羅馬尼亞的鄉份，位於該國東北部，由雅西縣負責管轄，面積25平方公里，海拔高度279米，2007年人口2,677，人口密度每平方公里106人。